# قانون اساسی ۲۰۱۲ سوریه بعثی
قانون اساسی ۲۰۱۲ سوریه بعثی، قانون اساسی سوریه بعثی از ۲۷ فوریه ۲۰۱۲ تا سقوط رژیم اسد در ۸ دسامبر ۲۰۲۴ و جایگزین قانون اساسی ۱۹۷۳ بود.
پس از اعتراضات ۲۰۱۱ سوریه، رژیم بعث، پیش‌نویس قانون اساسی جدیدی را تهیه کرد و در ۲۶ فوریه ۲۰۱۲ به همه‌پرسی گذاشت که توسط ناظران بین‌المللی، نظارت نشده بود. اصلاحات قانون اساسی، ظاهری و بخشی از پاسخ به اعتراضات سراسری بود. از آنجایی که این اقدام، قدرت دولت سوریه را در انحصار خود درآورد و بدون مشورت با محافل وفادار تهیه شد، اپوزیسیون و احزاب انقلابی سوریه، همه‌پرسی را تحریم کردند که منجر به مشارکت بسیار کم بر اساس داده‌های دولت اسد شد. همه‌پرسی، منجر به تصویب قانون اساسی جدید شد که در ۲۷ فوریه ۲۰۱۲ لازم‌الاجرا شد.
پس از سقوط رژیم اسد، سخنگوی نخستین دولت انتقالی سوریه با بیان اینکه در دوره انتقالی سه‌ماهه دولت، قانون اساسی و مجلس بعث، به حالت تعلیق درمی‌آید، افزود که یک «کمیته قضایی و حقوق بشر» برای بررسی قانون اساسی قبل از انجام اصلاحات، تشکیل خواهد شد. در ۲۹ ژانویه ۲۰۲۵، در جریان کنفرانس پیروزی انقلاب سوریه، حسن عبدالغنی، سخنگوی فرماندهی عملیات نظامی، لغو قانون اساسی ۲۰۱۲ سوریه را اعلام کرد. این قانون اساسی متعاقباً در ۱۳ مارس ۲۰۲۵ با قانون اساسی موقت ۲۰۲۵ سوریه جایگزین شد.